# Juozas Purickis
Juozas Purickis (ur. 19 kwietnia 1883 w Jeźnie, zm. 25 października 1934 w Kownie) – litewski publicysta i działacz społeczny, minister spraw zagranicznych Litwy (1920–1922). 

## Życiorys
Urodził się na Wileńszczyźnie w rodzinie wielodzietnej. W młodości pobierał nauki w szkołach w Jeźnie i Kownie, później kształcił się w Żmudzkim Seminarium Rzymskokatolickim w Kownie oraz na Akademii Duchownej w Petersburgu, którą ukończył w 1912 ze stopniem magistra teologii. 
W 1913 rozpoczął naukę historii, filozofii oraz nauk społecznych na Uniwersytecie we Fryburgu, którego absolwentem został w 1919 z tytułem doktora filozofii. 
Po powrocie do kraju w 1918 został dokooptowany do składu Taryby. W 1919 objął funkcję posła na Republiki Litewskiej w Berlinie. Rok później wszedł w skład Sejmu Ustawodawczego z listy chrześcijańskiej demokracji. W rządzie Kazysa Griniusa objął tekę ministra spraw zagranicznych – urząd sprawował od czerwca 1920 do lutego 1922. Jako szef resortu zabiegał o pomoc mocarstw zachodnich w konflikcie polsko-litewskim o Wileńszczyznę oraz o włączenie okręgu Kłajpedy w skład państwa litewskiego. W grudniu 1921 podał się do dymisji na skutek oskarżeń o przemyt narkotyków, jednak w 1925 został oczyszczony z zarzutów przez Sąd Najwyższy. 
Po odejściu z aktywnej polityki poświęcił się działalności publicystycznej. Od 1925 do 1926 stał na czele redakcji pisma "Lietuvos". Jego artykuły były drukowane również w pismach "Mūsų rytas" i "Lietuvos aidas". 
W 1926 powrócił na krótko do działalności państwowej obejmując urząd dyrektora Wydziału Ekonomicznego Ministerstwa Spraw Zagranicznych, rok później stanął na czele Wydziału Administracyjno-Prawnego MSZ. 
Zaangażowany w działalność społeczną – w latach 1925–1929 stał na czele Litewskiego Związku Pisarzy i Dziennikarzy, a od 1930 do 1934 pełnił funkcję przewodniczącego Litewskiego Związku Dziennikarzy. Pozostawał członkiem Towarzystwa Studiów nad Gospodarką oraz członkiem Związku Strzelców. 